# سواتی
سواتی (به هندی: Swati) فیلمی محصول سال ۱۹۸۶ و به کارگردانی کانتی کومار است. در این فیلم بازیگرانی همچون میناکشی سشادری، شاشی کاپور، شارمیلا تاگور، مادهوری دیکشیت، وینود مهرا، اکبرخان، ساریکا ایفای نقش کرده‌اند.